# Maillé (Indre-et-Loire)
Maillé is een gemeente in het Franse departement Indre-et-Loire (regio Centre-Val de Loire). De plaats maakt deel uit van het arrondissement Chinon. Maillé telde op 1 januari 2022 559 inwoners.

## Geografie
De oppervlakte van Maillé bedroeg op 1 januari 2022 15,67 vierkante kilometer; de bevolkingsdichtheid was toen 35,7 inwoners per km².

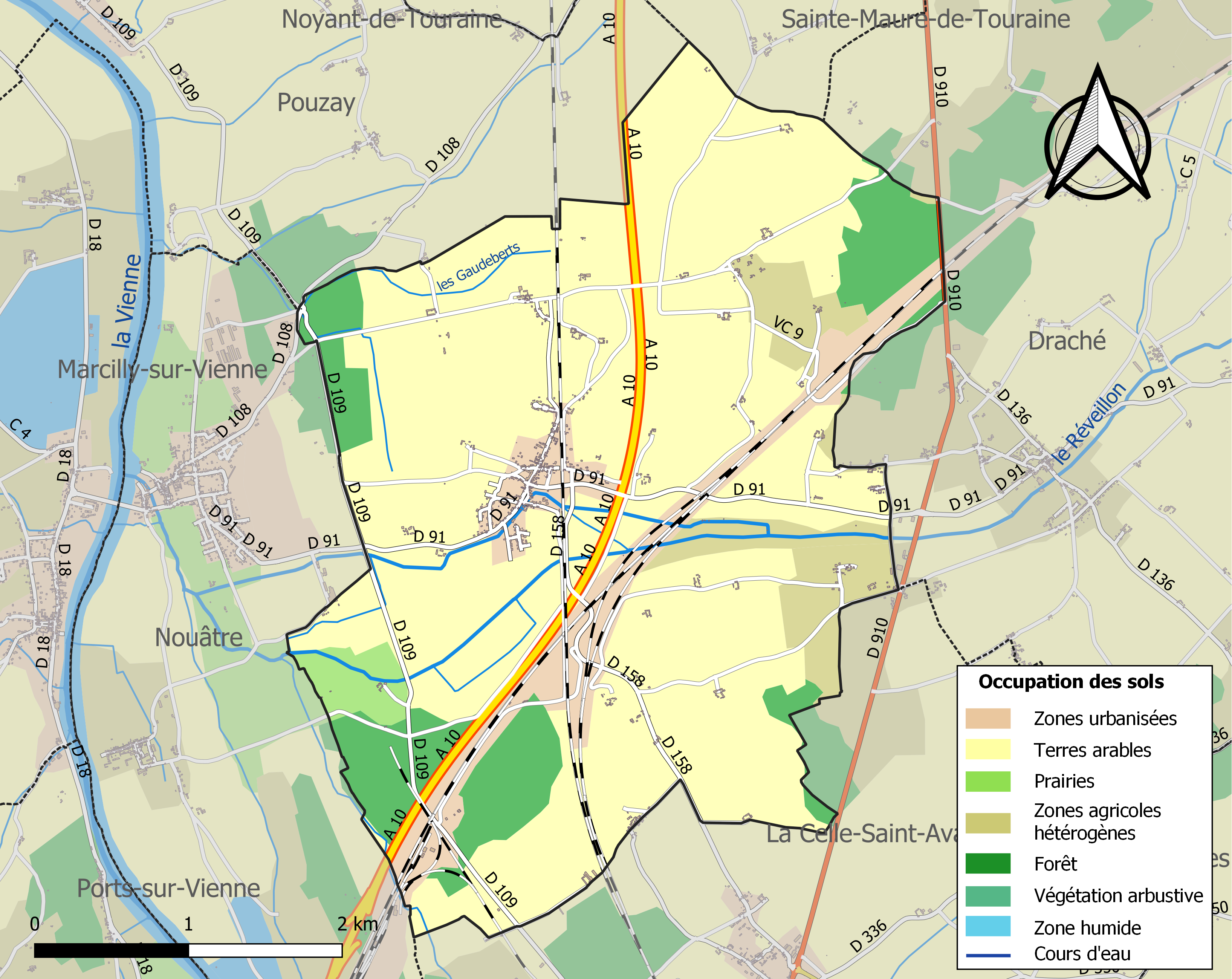
Kaart van de gemeente met belangrijkste infrastructuur, bodemgebruik en omliggende gemeenten

## Verkeer en vervoer
In de gemeente ligt spoorwegstation Maillé.

## Demografie
Onderstaande figuur toont het verloop van het inwonertal (bron: INSEE-tellingen).

## Massamoord
Op 25 augustus 1944 werd in het dorp Maillé een massaslachting door de Duitse bezetter gepleegd, die in Frankrijk in de vergetelheid is geraakt.
Als represaille op een aanslag op de Duitse bezetter werden 124 van de 500 inwoners om het leven gebracht en werd Maillé met de grond gelijk gemaakt. Na de oorlog raakte deze daad in de vergetelheid om pas in de jaren negentig weer onder de aandacht te komen. In 2008 werd een strafrechtelijk onderzoek door de Duitse justitie naar de misdaad gevoerd en bezocht de Franse president Nicolas Sarkozy de plaats.